# Philipe Willem van der Sleijden
Philipe Willem van der Sleijden (Deventer, 8 januari 1842 – 's-Gravenhage, 11 december 1923), was een Nederlands politicus.
Van der Sleijden was een waterstaatkundig ingenieur en liberaal Tweede Kamerlid. Hij maakte deel uit van de enquêtecommissie inzake de arbeidsomstandigheden. Hij bracht als bekwaam minister in het kabinet-Röell enkele belangrijke wetten tot stand. De belangrijkste daarvan was de Veiligheidswet, die arbeiders moet beschermen tegen bedrijfsongevallen. Hij wist ook verbeteringen van kanalen, zoals dat van Gent naar Terneuzen te bewerkstelligen en bevorderde de tramaanleg.
- Biografisch Portaal: 31317462
- Gemeinsame Normdatei: 111432342X
- International Standard Name Identifier: 0000 0003 9136 7539
- Nederlandse Thesaurus van Auteursnamen: 069259860
- Parlement.com: vg09ll8m2gyp
- Système universitaire de documentation: 220086230
- Virtual International Authority File: 1337151304645249460006
- WorldCat: E39PBJrwPHqcB7D6rbMPGjgHYP